# Устав Србије из 1974.
Устав Социјалистичке Републике Србије из 1974. године био је устав тадашње југословенске федералне јединице Србије, који је донет 25. фебруара 1974. године, а остао је на снази све до 28. септембра 1990. године, када је донет нови Устав Србије.
Када је фебруара 1974. године донет Устав СФРЈ, те исте године донети су и нови устави свих југословенских република и аутонмних покрајина. По новом Уставу СР Србије, аутономне покрајине САП Војводина и САП Косово добиле су велика овлашћења, чиме је уставно-правни поредак Србије подељен на три целине: 
- Социјалистичка Аутономна Покрајина Војводина
- Социјалистичка Аутономна Покрајина Косово
- ужа Србија

Према уставним решењима, територија покрајина није се могла мењати без одлуке покрајинске Скупштине. Државно руководство Србије имало је надлежности над покрајинама једино по питањима, тадашње, народне одбране (ЈНА) и новца.
После смрти председника Југославије, маршала Тита (1980), почеле су да јачају сепаратистичке снаге на подручју САП Косова. Тамо је 1981. године дошло до масовних демонстрација Албанаца, који су тражили да Косово постане република. Протести су угушени силом. Исте године, донети су и први уставни амандмани (бр. І-VIII), чиме је Устав СР Србије измењен или допуњен у разним појединостима.
Након усвајања амандмана на Устав СФРЈ у новембру 1988. године, покренут је поступак за доношење нових амандмана (бр. IX-XLIX) на Устав СР Србије, који су усвојени 28. марта 1989. године. Тим изменама, аутономним покрајинама покрајинама су одузета обележја државности и њихова овлашћења су знатно сужена. 
Устав СР Србије из 1974. године, са амандманима из 1981. и 1989. године, остао је на снази је све до 1990. године, када је донет нови Устав Републике Србије.